# Эгиди, Кристоф Мориц фон (старший)
Кристоф Мориц фон Эгиди (нем. Christoph Moritz von Egidy ; 29 августа 1847, Майнц — 29 декабря 1898, Потсдаме) — германский политический деятель, писатель

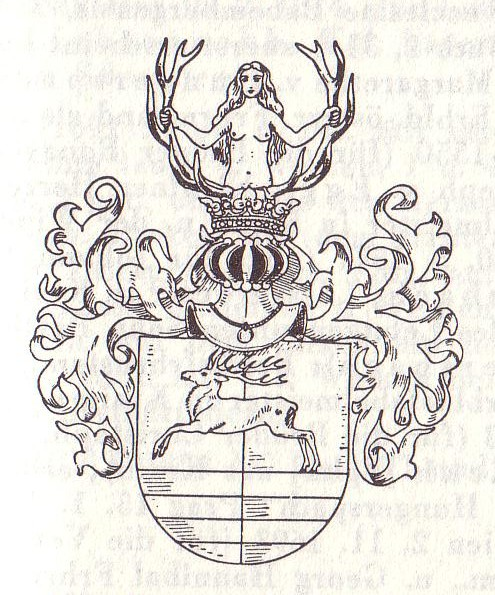
Герб дворянского рода Эгиди

, журналист, основатель и редактор журнала Versöhnung.

## Биография
Из дворян. Состоял на прусской, потом на саксонской военной службе, позднее пацифист и журналист..
В начале 1890-х годов выпустил одну за другой книги: «Ernste Gedanken» (Лпц., 1890); «Weiteres zu den ernsten Gedanken» (Бр., 1890); «Das einige Christentum» (Берл., 1891); «Ernstes Wollen» (Берл., 1891). В этих книгах, написанных отчасти под влиянием Л. Толстого, фон Эгиди развивал морально-религиозную теорию обновленного христианства без догматов.
Несмотря на невыясненность основной точки зрения и на множество внутренних противоречий, книги эти благодаря проникающему их одушевлению и литературному таланту обратили на себя внимание. Высказанные в них взгляды плохо мирились с военной службой; в 1890 г. вышел в отставку и выступил политическим агитатором. На выборах 1893 г. был кандидатом в рейхстаг в Берлине, потом там же кандидатом в ландтаг, как «дикий», то есть не принадлежащий ни к какой партии.
Созывал множество народных собраний, выступал на собраниях противников; все его речи и агитационные брошюры наполнены фразами о равенстве и братстве всех людей, о мире между народами, о свободе, о любви к отечеству, но не выясняли ни одного политического вопроса; из них не было ясно, например, отстаивает ли он правительственный военный законопроект (1893) или намерен вотировать против него. Его речи всегда вызывали громкие аплодисменты рядом со свистами.
Близкий по своим родственным связям к саксонскому королевскому двору, фон Эгиди порвал со всеми отношениями этого рода и в консервативных кругах вызывал негодование, как изменник; пиетисты клеймили его именем атеиста; социал-демократы видели в нём скрытого реакционера; часть свободомыслящих поддержала его кандидатуру на выборах 1898 г., но большая часть той же партии высказалась против него, как «путанной головы» (konfuser Kopf). Ему так и не удалось проникнуть ни в рейхстаг, ни в ландтаг.
Упорный труд и разочарования привели его к преждевременной смерти. Отец Мориса фон Эгиди (1870—1937), военно-морского офицера.